# Medal of Honor: Above and Beyond
Medal of Honor: Above and Beyond — компьютерная игра в жанре шутера от первого лица для шлемов виртуальной реальности, в качестве разработчика выступила студия Respawn Entertainment, выпуск состоялся 11 декабря 2020 года.

## Сюжет
Действия игры разворачиваются в Европе во время Второй мировой войны, новая игра из франшизы Medal of Honor сюжетом будет напоминать предыдущие части, главный герой является агентом OSS и солдатом французского сопротивления. Игра будет выпущена для очков виртуальной реальности Oculus Rift. Разработчики перед началом разработки новой игры встретились с несколькими ветеранами Второй мировой войны для того, чтобы поподробнее узнать об исторических событиях и местах, в которых происходили боевые действия.

## Разработка
Разработчики Medal of Honor: Above and Beyond поначалу не планировали делать игру для VR, но их решение изменилось после обсуждения игры с руководством Facebook.

## Отзывы
| Иноязычные издания    | Иноязычные издания |
| Издание               | Оценка             |
| --------------------- | ------------------ |
| Destructoid           | 6/10               |
| IGN                   | 6/10               |
| PC Gamer (US)         | 52/100             |
| VG247                 | [ 14 ]             |
| Русскоязычные издания |                    |
| Издание               | Оценка             |
| StopGame.ru           | 7,0/10             |
| «Игры Mail.ru»        | 8,5/10             |